# Curs de fizică teoretică
Curs de fizică teoretică este o serie monumentală în zece volume, în care este prezentată o expunere exhaustivă a fizicii teoretice, inițiată de Lev Landau și scrisă în colaborare cu studentul său Evgheni Lifșiț, începând din ultimii ani ai deceniului 1930. Primele opt volume au apărut în limba rusă în anii 1950. După moartea lui Landau, seria a fost continuată de Lifșiț, căruia i s-au alăturat Vladimir Berestețki⁠(ru)[traduceți] și Lev Pitaevski⁠(ru)[traduceți]; ultimele două volume au apărut în anii 1980. Au fost publicate traduceri în limbi străine.
Seria este cunoscută sub numele colocvial de Landau și Lifșiț sau Landafșiț (în rusă Ландафшиц). Se spune că Landau ar fi conceput-o în memorie pe când se afla în închisoare NKVD. Primele volume au fost scrise în întregime de Lifșiț, dând naștere anecdotei că ele nu conțin „niciun cuvânt al lui Landau și nicio idee a lui Lifșiț”. Materialul prezentat este de nivel avansat, potrivit pentru cursuri universitare specializate. Seria a fost caracterizată drept „renumită” de revista Science și „celebră” de American Scientist. Autorii au fost distinși cu Premiul Lenin în anul 1962.

## Conținut
- Vol. 1: Mecanică
- Vol. 2: Teoria clasică a câmpurilor
- Vol. 3: Mecanică cuantică – Teoria nerelativistă
- Vol. 4: Electrodinamică cuantică
- Vol. 5: Fizică statistică – Partea 1
- Vol. 6: Mecanica fluidelor
- Vol. 7: Teoria elasticității
- Vol. 8: Electrodinamica mediilor continue
- Vol. 9: Fizică statistică – Partea 2
- Vol. 10: Cinetică fizică